# Feud
Feud es una serie de televisión antológica estadounidense de FX creada por Ryan Murphy, Jaffe Cohen y Michael Zam. La primera temporada de ocho episodios, subtitulada Bette and Joan se estrenó el 5 de marzo de 2017. Narra la rivalidad entre las dos divas de Hollywood Bette Davis y Joan Crawford durante y después de la producción de su película de 1962 What Ever Happened to Baby Jane?.
La segunda temporada, subtitulada, Capote vs. The Swans (originalmente titulada Capote's Women); está protagonizada por Naomi Watts, Diane Lane, Calista Flockhart, Tom Hollander, Chloë Sevigny y Demi Moore; y fue estrenada el 31 de enero de 2024.

## Sinopsis

### Bette and Joan (2017)
La primera temporada, subtitulada Bette and Joan, se centra en la pelea entre las actrices Joan Crawford y Bette Davis durante y después de la producción de What Ever Happened to Baby Jane?. Esta película hizo que Bette Davis fuera nominada al Óscar como mejor actriz, aunque lo perdió frente a Anne Bancroft. Además, la estatuilla fue recogida por Crawford, lo que hizo que creciera la enemistad entre ambas. Dos años después, en 1964, Davis y Crawford volvieron a encontrarse en el rodaje de Hush… Hush, Sweet Charlotte, aunque esta última acaba siendo sustituida por Olivia de Havilland debido al boicot que acometió contra la producción.

### Capote vs. The Swans (2024)
La segunda temporada, subtitulada Capote vs. The Swans, se centra en la historia de Truman Capote, desde la década de 1970, hasta su fallecimiento, en 1984. Abordará la traición del autor hacia sus amigas, aireando sus historias y sus vidas para escribir su novela.

## Elenco y personajes

### Bette and Joan

#### Principales
- Jessica Lange como Joan Crawford.
- Susan Sarandon como Bette Davis.
- Judy Davis como la columnista de chismes Hedda Hopper.
- Jackie Hoffman como Mamacita, la ama de llaves de Crawford.
- Alfred Molina como el director/productor Robert Aldrich.
- Stanley Tucci como el jefe de estudio de Warner Bros. Jack L. Warner
- Alison Wright como Pauline Jameson, asistente de Aldrich.

#### Recurrentes
- Catherine Zeta-Jones como Olivia de Havilland, la amiga de Davis y actriz compañera que coprotagoniza con ella en Hush… Hush, Sweet Charlotte y participa en un documental de los años 70 de Crawford.
- Kathy Bates como Joan Blondell, la amiga de Davis y actriz compañera que participa en un documental de los años 70 de Crawford
- Kiernan Shipka como B. D. Merrill, la hija de Davis.
- Dominic Burgess como Victor Buono, un actor que coprotagoniza What Ever Happened to Baby Jane? y Hush… Hush, Sweet Charlotte.
- Reed Diamond como Peter, el último amante de Joan.
- Joel Kelley Dauten como Adam Freedman, un documentalista.
- Molly Price como Harriet Foster Aldrich, la esposa de Robert Aldrich.
- Ken Lerner como Marty, el agente de Crawford.

#### Figuras históricas
Feud presenta apariciones de varios actores, directores y otras figuras históricas de la época, entre ellas:
- Mark Valley como Gary Merrill, un actor que se desvanece y esposo de Bette Davis.
- Jake Robards como Patrick O'Neal, coprotagonista de Bette en The Night of the Iguana.
- Toby Huss como Frank Sinatra, cantante y actor que protagoniza la película 4 for Texas.
- Taylor Coffman como Lee Remick, conominado de Davis para la mejor actriz en 1963.
- Sarah Paulson como Geraldine Page, conominada a la mejor actriz de Davis en 1963.
- Cash Black como Rip Torn, marido de Page.
- Serinda Swan como Anne Bancroft, ganadora de la Mejor Actriz del Óscar en 1963 por The Miracle Worker.
- Paris Verra como Patty Duke, la ganadora del premio por mejor actriz de reparto de 1963 que apareció con Bancroft en The Miracle Worker.
- Phillip Boyd como Maximilian Schell, ganador del Oscar por Mejor Actor en 1962 por Judgment at Nuremberg.
- Anthony Crivello como David Lean.
- Bryant Boon como Gregory Peck.
- John Waters como William Castle.
- John Rubinstein como George Cukor.
- Earlene Davis como Agnes Moorehead.
- Matthew Glave como Joseph Cotten.

### Capote vs. The Swans
- Naomi Watts como Babe Paley
- Chloë Sevigny como C. Z. Guest
- Tom Hollander como Truman Capote
- Calista Flockhart como Lee Radziwill
- Diane Lane como Slim Keith
- Demi Moore como Ann Woodward
- Molly Ringwald como  Joanne Carson
- Treat Williams como  Bill Paley
- Joe Mantello como Jack Dunphy
- Chris Chalk como  James Baldwin

## Temporadas
| Temporada | Temporada | Episodios | Episodios | Emisión original    | Emisión original    |
| Temporada | Temporada | Episodios | Episodios | Primera emisión     | Última emisión      |
| --------- | --------- | --------- | --------- | ------------------- | ------------------- |
|           | 1         | 8         | 8         | 5 de marzo de 2017  | 23 de abril de 2017 |
|           | 2         | 8         | 8         | 31 de enero de 2024 | 13 de marzo de 2024 |

### Temporada 1:Bette and Joan
| N.º en serie | N.º en temp. | Título                                               | Dirigido por          | Escrito por               | Fecha de emisión original | Código de prod. | Audiencia (millones) |
| --- | ------------ | ---------------------------------------------------- | --------------------- | ------------------------- | ------------------------- | --------------- | -------------------- |
| 1 | 1            | «Pilot»                                              | Ryan Murphy           | Ryan Murphy               | 5 de marzo de 2017        | 1WBB01          | 2.26                 |
| En 1978, el cineasta Adam Friedman realiza un documental sobre Joan Crawford, Bette Davis y lo que sucedió antes, durante y después del rodaje de la película What Ever Happened to Baby Jane? En 1961, con el declive de su carrera cinematográfica, Crawford presenta una adaptación de la novela de terror What Ever Happened to Baby Jane? al director Robert Aldrich y a la actriz rival Davis. Aldrich, a su vez, lleva a Baby Jane a Jack L. Warner, que apoya el proyecto, a pesar de su odio por ambas actrices. Sin embargo, al comenzar el rodaje, el agudo narcisismo de Crawford y las fuertes opiniones de Davis las enfrentan rápidamente. |              |                                                      |                       |                           |                           |                 |                      |
| 2 | 2            | «The Other Woman»                                    | Ryan Murphy           | Tim Minear                | 12 de marzo de 2017       | 1WBB02          | 1.32                 |
| Crawford y Davis actúan de acuerdo con su interés común para eliminar a una llamativa actriz de reparto, pero sus problemas en casa se dejan sentir también en el trabajo. Jack obliga a Aldrich a crear un juego de poder entre las dos actrices para incrementar sus desacuerdos. |              |                                                      |                       |                           |                           |                 |                      |
| 3 | 3            | «Mommie Dearest»                                     | Gwyneth Horder-Payton | Tim Minear                | 19 de marzo de 2017       | 1WBB03          | 1.08                 |
| Bette y Joan aprenden algunos detalles íntimos la uno de la otra, pero su animosidad llega a su clímax en el plató a medida que se va acabando el rodaje. |              |                                                      |                       |                           |                           |                 |                      |
| 4 | 4            | «More, or Less»                                      | Liza Johnson          | Gina Welch y Tim Minear   | 26 de marzo de 2017       | 1WBB04          | 1.21                 |
| Contrariamente a todas las expectativas, Whatever Happened to Baby Jane es un gran éxito. Sin ninguna otra oferta cinematográfica, los celos de Joan aumentan a medida que la actuación de Bette es aclamada por la crítica. Teme no conseguir una nominación al Óscar, pero que Bette sí lo haga. Mientras tanto, Pauline espera dirigir su propia película, pero se siente desanimada por la falta de apoyo tanto de Aldrich como de Joan. |              |                                                      |                       |                           |                           |                 |                      |
| 5 | 5            | «And the Winner is... (The Oscars of 1963)»          | Ryan Murphy           | Ryan Murphy               | 2 de abril de 2017        | 1WBB05          | 1.36                 |
| Bette va camino de ganar el tercer Óscar a la mejor actriz. Joan y Hedda Hopper lanzan una campaña secreta contra ella. Joan intimida a la nominada Geraldine Page para que se salte la ceremonia y permita que Joan acepte el premio en su nombre si gana; Anne Bancroft, que no puede asistir, también permite que Joan acepte el premio en su nombre. Ofreciéndose como presentadora, Joan llega vestida como un "Oscar de plata". Con una sorprendida Olivia de Havilland y Bette mirando, Joan acepta el Óscar de Bancroft. |              |                                                      |                       |                           |                           |                 |                      |
| 6 | 6            | «Hagsploitation»                                     | Tim Minear            | Tim Minear y Gina Welch   | 9 de abril de 2017        | 1WBB06          | 1.06                 |
| Mientras Joan promociona su nueva película, Strait-Jacket, Jack recluta a Aldrich para escribir y dirigir una nueva película en el exitoso género "Hagsploitation". Aldrich finalmente lleva su guion, llamado Hush...Hush, Sweet Charlotte, a Darryl F. Zanuck para producir, enfadando a Jack. Aldrich es capaz de atraer a Joan a cambio de un papel protagonista, y a Bette a cambio de control creativo. Bette se vuelve cada vez más irrazonable, y las sospechas de Joan sobre la influencia de Bette sobre Aldrich se confirman cuando Joan oye a Bette tomar una botella de champán con él. |              |                                                      |                       |                           |                           |                 |                      |
| 7 | 7            | «Abandoned!»                                         | Helen Hunt            | Jaffe Cohen y Michael Zam | 16 de abril de 2017       | 1WBB07          | 1.31                 |
| Con el divorcio pendiente de Robert, él y Bette tienen una aventura. En el lugar donde se filmó Hush...Hush, Sweet Charlotte, Joan se siente poco respetada por el equipo de producción (especialmente después de haber sido dejada atrás cuando la producción se mudó a Baton Rouge), y llega a resentir el aporte creativo de Bette como productora. Bette, por otro lado, está disfrutando de su nuevo papel como productora, pero está perseguida por el maltrato de Jack Warner cuando empezó en Hollywood. Cuando el rodaje vuelve a Los Ángeles, Joan finge una enfermedad para detener la producción con la esperanza de que 20th Century Fox cancele la película. Finalmente se entera de que el estudio la está demandando por incumplimiento de contrato, y mientras está en el hospital se entera por radio de que ha sido reemplazada por Olivia. Histérica, Joan destruye su habitación del hospital, y Mamacita la deja. |              |                                                      |                       |                           |                           |                 |                      |
| 8 | 8            | «You Mean All This Time We Could Have Been Friends?» | Gwyneth Horder-Payton | Gina Welch                | 23 de abril de 2017       | 1WBB08          | 1.30                 |
| Tras el fracaso crítico de su última película, Trog, y las malas fotos publicitarias, Joan se retira oficialmente de la actuación. En los años siguientes, se muda a la ciudad de Nueva York. Al darse cuenta de lo miserable que está sola, hace las paces con Mamacita y su hija, Cathy. Una noche, Joan alucina al ver a Jack y Hedda en su apartamento haciendo una fiesta, donde se une a ellos y luego se une a Bette. En la fantasía, Joan y Bette ponen fin a su disputa y hablan civilizadamente la una con la otra. A mediados de 1977, la salud de Joan se deteriora rápidamente y muere con Mamacita a su lado. Mientras tanto, Bette, que ha trabajado constantemente desde Sweet Charlotte, se entera de la muerte de Joan a través de un periodista que pide comentarios. Bette responde con un último comentario negativo hacia Joan. En los Premios de la Academia de 1978, Adam termina sus entrevistas para su documental, y Bette se niega a ser parte de él. Bette, Olivia y otros expresan su tristeza por la breve aparición de Joan en el segmento In Memoriam, a la vez que se horrorizan por la brevedad del momento. Un flashback al primer día de filmación de Baby Jane muestra a Bette y Joan charlando alegremente antes de entrar en sus tráileres separados. |              |                                                      |                       |                           |                           |                 |                      |

### Temporada 2:Capote vs. The Swans
| N.º en serie | N.º en temp. | Título                                | Dirigido por   | Escrito por     | Fecha de emisión original | Código de prod. | Audiencia (millones) |
| ------------ | ------------ | ------------------------------------- | -------------- | --------------- | ------------------------- | --------------- | -------------------- |
| 9            | 1            | «Pilot»                               | Gus Van Sant   | Jon Robin Baitz | 31 de enero de 2024       | 3WBB01          | 0.461                |
| 10           | 2            | «Ice Water in Their Veins»            | Gus Van Sant   | Jon Robin Baitz | 31 de enero de 2024       | 3WBB02          | 0.263                |
| 11           | 3            | «Masquerade 1966»                     | Gus Van Sant   | Jon Robin Baitz | 7 de febrero de 2024      | 3WBB03          | 0.298                |
| 12           | 4            | «It's Impossible»                     | Gus Van Sant   | Jon Robin Baitz | 14 de febrero de 2024     | 3WBB04          | 0.259                |
| 13           | 5            | «The Secret Inner Lives of Swans»     | Max Winkler    | Jon Robin Baitz | 21 de febrero de 2024     | 3WBB06          | 0.342                |
| 14           | 6            | «Hats, Gloves and Effete Homosexuals» | Gus Van Sant   | Jon Robin Baitz | 28 de febrero de 2024     | 3WBB05          | 0.281                |
| 15           | 7            | «Beautiful Babe»                      | Jennifer Lynch | Jon Robin Baitz | 6 de marzo de 2024        | 3WBB07          | 0.297                |
| 16           | 8            | «Phantasm Forgiveness»                | Gus Van Sant   | Jon Robin Baitz | 13 de marzo de 2024       | 3WBB08          | 0.307                |

## Producción

### Desarrollo
El piloto fue tomado como serie por FX el 5 de mayo de 2016; contando con Jessica Lange y Susan Sarandon interpretando a Joan Crawford y Bette Davis. En septiembre de 2016, se anunció que el productor ejecutivo de American Horror Story, Tim Minear, sería co-showrunning junto a Murphy.
En febrero de 2017, FX renovó la serie para una segunda temporada de 10 episodios, que se llamaría Buckingham Palace (originalmente titulada Charles and Diana), centrada en la relación entre Charles, Príncipe de Gales y Diana, Princesa de Gales. Esta temporada nunca se concretó.
En abril de 2022, se anunció el título que llevaría la segunda temporada: Capote's Women. Después de 5 años de la primera temporada; la segunda tanda contará con un total de 8 episodios, los cuales estarán dirigidos por Gus Van Sant, escritos por Jon Robin Baitz y producidos por Tim Minear y Ryan Murphy.

### Elenco
Jessica Lange y Susan Sarandon interpretan los roles protagónicos de Joan Crawford y Bette Davis. Alfred Molina, Stanley Tucci, Judy Davis, y Dominic Burgess también forman parte del cast, en los roles de Robert Aldrich, Jack L. Warner, Hedda Hopper, y Victor Buono respectivamente. En agosto de 2016, Catherine Zeta-Jones y Sarah Paulson se unieron al elenco como Olivia de Havilland y Geraldine Page respectivamente. Jackie Hoffman se unió al elenco como Mamasita, la ama de llaves de Craford. En noviembre de 2016, Molly Price, Kathy Bates y Alison Wright se unieron al elenco en los roles de Harriet Foster, Joan Blondell y Pauline Jamison.
En enero de 2017, se anunció que Kiernan Shipka se unió al elenco para dar vida a la hija de Bette Davis.
En abril de 2022, se anunció que Naomi Watts protagonizaría la segunda temporada dando vida a Babe Paley. En agosto, Chloë Sevigny, Tom Hollander, Calista Flockhart y Diane Lane se unieron al reparto. Al siguiente mes, se anunció a las actrices, Demi Moore y Molly Ringwald.

## Marketing
El primer teaser de la serie se estrenó el 19 de enero de 2017, con un segundo adelanto estrenado al día siguiente. Esa misma semana, Lange y Sarandon aparecieron en la portada de Entertainment Weekly como Crawford y Davis.
FX estrenó dos nuevos teaser el 6 de febrero y uno más al día siguiente. El 8 de enero se liberó la secuencia de título principal de la temporada con los nombres de los protagonistas y mostrando una secuencia animada de los múltiples pleitos entre Crawford y Davis. Un nuevo adelanto se liberó el 9 de febrero y dos más al día siguiente. El 14 de febrero se liberó un nuevo teaser, junto al estreno del tráiler oficial de la temporada, donde se ve la primera interacción de todos los personajes, al día siguiente se estrenó un nuevo teaser. La primera promo de la serie también fue liberada el 14 de febrero. Ese mismo día, dos teaser fueron estrenados, seguidos de dos más al día siguiente. La segunda promo se liberó el 15 de febrero, junto a otros tres teaser. Al día siguiente se liberaron otros tres teasers más.

## Recepción

### Críticas
La primera temporada de Feud, titulada: Feud: Bette and Joan; recibió críticas muy positivas, con grandes elogios por las actuaciones de Lange y Sarandon. En el agregador de reseñas Rotten Tomatoes, la serie tiene un índice de aprobación del 91% basado en 84 reseñas, con una calificación promedio de 8.1/10. El consenso crítico del sitio dice: "Aunque es campechana y dulcemente indulgente, Feud: Bette and Joan, brinda una comprensión conmovedora de la humanidad, la tristeza y el dolor mientras alimenta alegremente las mentes inquisitivas hambrientas de chismes". En Metacritic, la serie tiene una puntuación de 81 de 100, basado en 44 críticos, lo que indica "aclamación universal".
Verne Gay de la revista, Newsday escribió que la serie está "llena de alegría, humor, escritura e interpretaciones brillantes, y un amor profundo e inquebrantable por lo que realmente hace grande a Hollywood: las mujeres". La revista People calificó la serie como "amarga, mordaz y entretenida". Spencer Kornhaber de The Atlantic describió los primeros episodios como "hábiles y satisfactorios", pero sugirió que "quizás seis entregas, en lugar de ocho, era todo lo que necesitaba esta historia". Alan Sepinwall de Uproxx escribió que la serie es "grande y maliciosa, pero también inteligente y elegante, con el viejo escenario de Hollywood atenuando algunos de los impulsos creativos más dispersos de Murphy". Emily Nussbaum, en The New Yorker, elogió a Murphy y elogió a ambas estrellas, diciendo de la serie: "Debajo de los chistes, el tema principal del programa es cómo el patriarcado hábilmente jode las cabezas de las mujeres, principalmente construyendo una casa allí".

### Premios y nominaciones
| Año  | Premio                 | Categoría                                                   | Nominada por                                                  | Resultado | Ref.          |
| ---- | ---------------------- | ----------------------------------------------------------- | ------------------------------------------------------------- | --------- | ------------- |
| 2017 | Premios Primetime Emmy | Mejor miniserie                                             | Feud: Bette and Joan                                          | Nominada  | [ 78 ]        |
| 2017 | Premios Primetime Emmy | Mejor actriz - Miniserie o telefilme                        | Jessica Lange                                                 | Nominada  | [ 78 ]        |
| 2017 | Premios Primetime Emmy | Mejor actriz - Miniserie o telefilme                        | Susan Sarandon                                                | Nominada  | [ 78 ]        |
| 2017 | Premios Primetime Emmy | Mejor actor de reparto - Miniserie o telefilme              | Alfred Molina                                                 | Nominado  | [ 78 ]        |
| 2017 | Premios Primetime Emmy | Mejor actor de reparto - Miniserie o telefilme              | Stanley Tucci                                                 | Nominado  | [ 78 ]        |
| 2017 | Premios Primetime Emmy | Mejor actriz de reparto - Miniserie o telefilme             | Judy Davis                                                    | Nominada  | [ 78 ]        |
| 2017 | Premios Primetime Emmy | Mejor actriz de reparto - Miniserie o telefilme             | Jackie Hoffman                                                | Nominada  | [ 78 ]        |
| 2017 | Premios Primetime Emmy | Mejor dirección - Miniserie, telefilme o especial dramático | Ryan Murphy (por "And the Winner Is... (The Oscars of 1963)") | Nominado  | [ 78 ]        |
| 2017 | Premios Primetime Emmy | Mejor guion - Miniserie, telefilme o especial dramático     | Jaffe Cohen, Ryan Murphy, y Michael Zam (por "Pilot")         | Nominado  | [ 78 ]        |
| 2017 | Premios Primetime Emmy | Mejor guion - Miniserie, telefilme o especial dramático     | Ryan Murphy (for "And the Winner Is... (The Oscars of 1963)") | Nominado  | [ 78 ]        |
| 2017 | Premios Primetime Emmy | Mejor casting - Miniserie, telefilme o especial dramático   | Eric Dawson y Robert J. Ulrich                                | Nominado  | [ 78 ]        |
| 2018 | Premios Globo de Oro   | Mejor miniserie o telefilme                                 | Feud: Bette and Joan                                          | Nominada  | [ 79 ]        |
| 2018 | Premios Globo de Oro   | Mejor actriz de miniserie o telefilme                       | Jessica Lange                                                 | Nominada  | [ 80 ] [ 81 ] |
| 2018 | Premios Globo de Oro   | Mejor actriz de miniserie o telefilme                       | Susan Sarandon                                                | Nominada  | [ 80 ] [ 81 ] |
| 2018 | Premios Globo de Oro   | Mejor actor de reparto de serie, miniserie o telefilme      | Alfred Molina                                                 | Nominado  | [ 82 ]        |

## Doblaje
| Personaje       | Actor Original (EE. UU.) | Actor de voz (España) |
| --------------- | ------------------------ | --------------------- |
| Joan Crawford   | Jessica Lange            | Marta Angelat         |
| Bette Davis     | Susan Sarandon           | María Luisa Solá      |
| Hedda Hopper    | Judy Davis               | Maria Jesus Lleonart  |
| Mamasita        | Jackie Hoffman           | Julia Gallego         |
| Robert Aldrich  | Alfred Molina            | Pedro Molina          |
| Jack Warner     | Stanley Tucci            | Pep Anton Muñoz       |
| Pauline Jameson | Alison Wright            | Lola Oria             |